# 1810er
Portal Geschichte | Portal Biografien | Aktuelle Ereignisse | Jahreskalender | Tagesartikel

◄ |
18. Jh. |
19. Jahrhundert
| 20. Jh. | ►

◄ |
1780er |
1790er |
1800er |
1810er
| 1820er | 1830er | 1840er | ►

1810 |
1811 |
1812 |
1813 |
1814 |
1815 |
1816 |
1817 |
1818 |
1819

## Ereignisse
- 1810: Frédéric Chopin und Robert Schumann werden geboren.
- 1811: Franz Liszt wird geboren.
- 1812: Krieg zwischen Großbritannien und USA.
- 1815; Frieden zwischen Großbritannien und den USA; Gründung des Deutschen Bundes; erste Burschenschaften.
- 1817: Wartburgfest.
- 1819: Hep-Hep-Krawalle und Karlsbader Beschlüsse.

Südamerika
- 1811: Unabhängigkeitserklärung Venezuelas unter Bolívar löst Unabhängigkeitskrieg aus. Bolívar wird später Präsident Großkolumbiens.
- Mexiko erklärt sich für unabhängig von Spanien. Argentinien, Chile, Paraguay, Venezuela und Kolumbien werden auch unabhängig.[1]

Napoleonische Kriege
- 1812 Russlandfeldzug Napoleons.
- 1813: Beginn der Befreiungskriege (Europa gegen Napoleon) und Völkerschlacht bei Leipzig.
- 1814: Alliierte besetzen Paris; Napoleon wird nach Elba verbannt; Beginn des Wiener Kongresses.
- 1815: Napoleons Herrschaft der Hundert Tage; Schlacht bei Waterloo; zweite Verbannung Napoleons (nach St. Helena).

Erfindungen
- Bauer: Rotationsdruckmaschine
- Karl Drais: Fahrrad
- George Stephenson: Dampflokomotive

## Kulturgeschichte
Literatur
- Die ersten Auflagen von Grimms Märchen erscheinen (1812, 1815, 1819).
- Die Nachtstücke von E.T.A. Hoffmann werden 1816/17 veröffentlicht.
- Jane Austen: Stolz und Vorurteil
- Mary Shelley: Frankenstein

Bildende Kunst
- Francisco de Goya: Los desastres de la guerra oder Die Schrecken des Krieges

## Persönlichkeiten
- Frédéric Chopin, polnischer Komponist
- Napoleon Bonaparte, französischer General und Staatsmann
- Ludwig XVIII., König von Frankreich
- Marie-Joseph Motier, Marquis de La Fayette, französischer Politiker
- Franz II., Kaiser in Österreich-Ungarn, letzter Kaiser des Heiligen Römischen Reiches
- Joseph Bonaparte, Bruder Napoleons, König in Spanien
- Ferdinand VII., König von Spanien
- Friedrich Wilhelm III., König von Preußen
- Pius VII., Papst
- Alexander I., Zar in Russland
- Georg III., König des Vereinigten Königreiches von Großbritannien und Irland
- Robert Banks Jenkinson, 2. Earl of Liverpool, Premierminister des Vereinigten Königreiches von Großbritannien und Irland
- Arthur Wellesley, 1. Duke of Wellington, General und Premierminister des Vereinigten Königreiches von Großbritannien und Irland
- George Canning, Premierminister des Vereinigten Königreiches von Großbritannien und Irland
- James Madison, Präsident in den Vereinigten Staaten
- James Monroe, Präsident in den Vereinigten Staaten
- Fath Ali Schah, Schah in Persien
- Kōkaku, Kaiser von Japan
- Ninkō, Kaiser von Japan
- Jiaqing, Kaiser von China
- Mary Shelley: Schriftstellerin
- Karl Drais: Erfinder